# ماري كورني
ماري كورني (1 أكتوبر 1956 - ) (بالإنجليزية: Marie Cornish)‏ هي لاعبة كريكت أسترالية. شاركت مع منتخب أستراليا الوطني للكريكت.

## وصلات خارجية
- ماري كورني على موقع إي آس بي آن كريك إنفو (الإنجليزية)